# Euploea
Euploea är ett släkte av fjärilar. Euploea ingår i familjen praktfjärilar.

## Bildgalleri

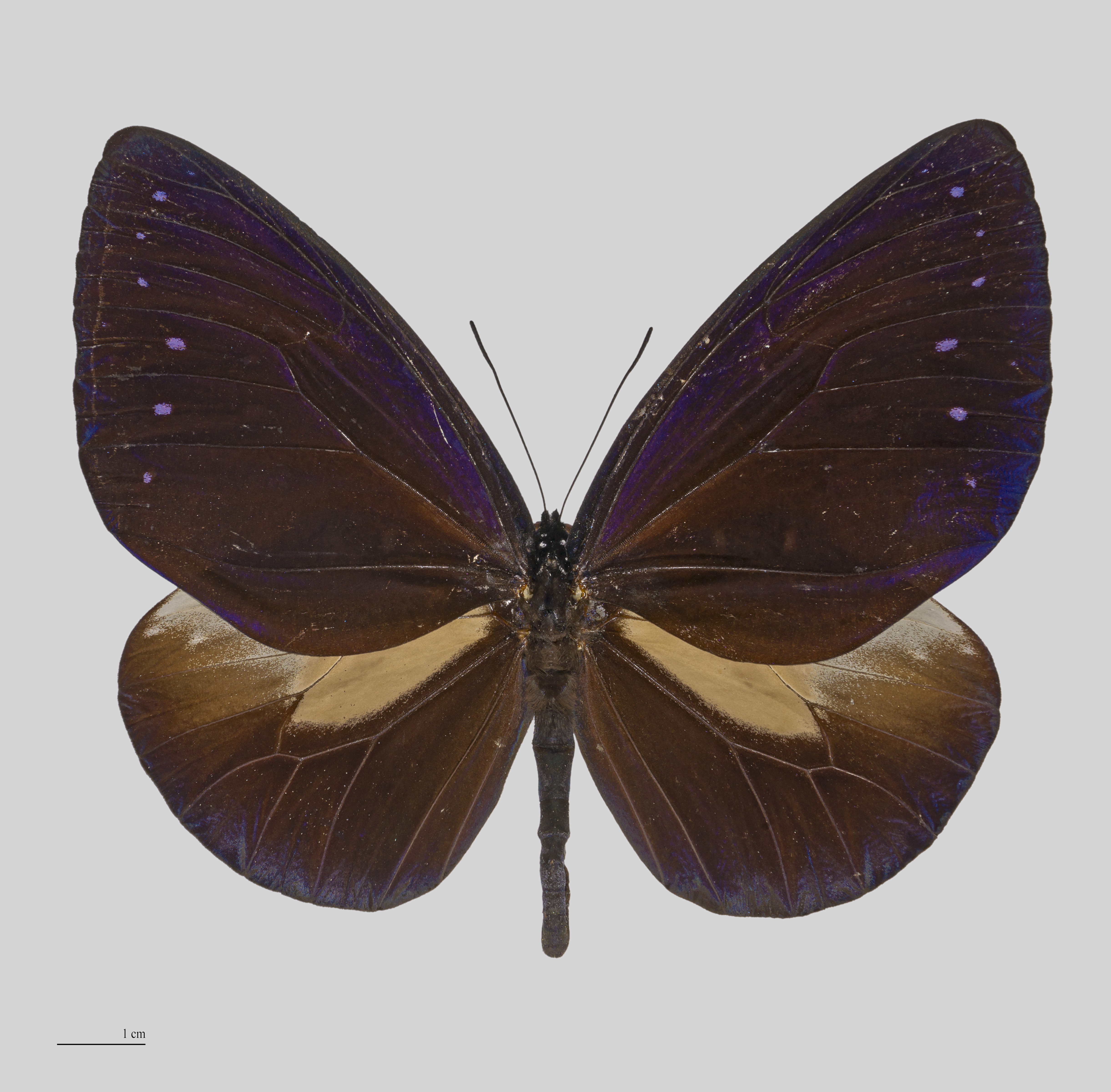

## Dottertaxa tillEuploea, i alfabetisk ordning[1]
- Euploea abjecta
- Euploea abrupta
- Euploea adamsoni
- Euploea addenda
- Euploea admiralia
- Euploea adorabilis
- Euploea adyte
- Euploea aebutia
- Euploea aegumurus
- Euploea aegyptus
- Euploea aelia
- Euploea aenea
- Euploea aërithus
- Euploea aesatia
- Euploea aethiopina
- Euploea aethiops
- Euploea affinis
- Euploea affinita
- Euploea aga
- Euploea aganor
- Euploea agapa
- Euploea agema
- Euploea aglaina
- Euploea aglidice
- Euploea ainoae
- Euploea aisa
- Euploea albaopunctata
- Euploea albicosta
- Euploea albifrons
- Euploea albiplaga
- Euploea albiplagiata
- Euploea albitincta
- Euploea albocincta
- Euploea albodiscalis
- Euploea albolimbata
- Euploea albomaculata
- Euploea albomarginata
- Euploea albopunctata
- Euploea alboradiata
- Euploea alcathoe
- Euploea alcidice
- Euploea alea
- Euploea alecto
- Euploea algea
- Euploea alopia
- Euploea althaea
- Euploea amantia
- Euploea amarynceus
- Euploea amethysta
- Euploea amida
- Euploea amycus
- Euploea amymone
- Euploea anaitis
- Euploea anambalis
- Euploea ancile
- Euploea andamanensis
- Euploea angasii
- Euploea anitra
- Euploea anthracina
- Euploea anthrax
- Euploea apicalis
- Euploea arasa
- Euploea arcana
- Euploea ares
- Euploea arida
- Euploea arisbe
- Euploea aristotelis
- Euploea arona
- Euploea arova
- Euploea aruana
- Euploea asela
- Euploea assimilata
- Euploea astraea
- Euploea astrana
- Euploea astrifera
- Euploea asyllus
- Euploea atomaria
- Euploea atossa
- Euploea augusta
- Euploea auritincta
- Euploea awayuki
- Euploea aviena
- Euploea azagra
- Euploea babina
- Euploea badonia
- Euploea badoura
- Euploea bakeri
- Euploea bandaënsis
- Euploea bandana
- Euploea bangkaiensis
- Euploea bangkana
- Euploea barea
- Euploea barsine
- Euploea basilissa
- Euploea batesii
- Euploea batunensis
- Euploea baudiniana
- Euploea bauermanni
- Euploea baweana
- Euploea baweanica
- Euploea bazares
- Euploea bazilana
- Euploea belia
- Euploea belinda
- Euploea bellona
- Euploea bernsteinii
- Euploea besinensis
- Euploea bevagna
- Euploea biaka
- Euploea biformis
- Euploea bigamica
- Euploea binghami
- Euploea binotata
- Euploea bioculata
- Euploea biplagiata
- Euploea bipunctata
- Euploea biseriata
- Euploea biseriatella
- Euploea bismarckiana
- Euploea blossomae
- Euploea blossomiae
- Euploea boengoerana
- Euploea bohemanni
- Euploea boisduvalii
- Euploea bona
- Euploea bongila
- Euploea boreas
- Euploea bourkei
- Euploea bouruana
- Euploea brahma
- Euploea brandti
- Euploea bremeri
- Euploea brenchleyi
- Euploea brookei
- Euploea browni
- Euploea brunnescens
- Euploea bruno
- Euploea buitendijki
- Euploea bumila
- Euploea burmeisteri
- Euploea butleri
- Euploea butra
- Euploea buxtoni
- Euploea cabeira
- Euploea callithoe
- Euploea camaralzeman
- Euploea camorta
- Euploea carpenteri
- Euploea cassia
- Euploea castelnaui
- Euploea catana
- Euploea catilina
- Euploea celebica
- Euploea ceramica
- Euploea cerberus
- Euploea charox
- Euploea childreni
- Euploea chloe
- Euploea cincinnatus
- Euploea circuita
- Euploea cissia
- Euploea claudia
- Euploea claudina
- Euploea claudius
- Euploea cledonia
- Euploea clerckii
- Euploea climena
- Euploea clorinde
- Euploea cluilia
- Euploea coelestis
- Euploea coerti
- Euploea coerulescens
- Euploea coffea
- Euploea compta
- Euploea configurata
- Euploea confusa
- Euploea consanguinea
- Euploea consimilis
- Euploea convallaria
- Euploea cora
- Euploea coracina
- Euploea corazonae
- Euploea cordelia
- Euploea core
- Euploea coreoides
- Euploea coreta
- Euploea corinna
- Euploea cornificia
- Euploea corus
- Euploea corvina
- Euploea crameri
- Euploea crassa
- Euploea crassimaculata
- Euploea cratis
- Euploea crithon
- Euploea crowleyi
- Euploea crucis
- Euploea crumena
- Euploea cumaxa
- Euploea cuneifera
- Euploea cupreipennis
- Euploea cuvieri
- Euploea cyllene
- Euploea daatensis
- Euploea dalmanii
- Euploea dameli
- Euploea dampierensis
- Euploea darchia
- Euploea dardanoides
- Euploea dardanus
- Euploea dealbata
- Euploea debarbata
- Euploea decia
- Euploea decipiens
- Euploea decorata
- Euploea deficiens
- Euploea defigurata
- Euploea defiguratus
- Euploea dehaanii
- Euploea deheerii
- Euploea deione
- Euploea dejeani
- Euploea dejeanii
- Euploea delicia
- Euploea demaculata
- Euploea denticulata
- Euploea dentiplaga
- Euploea depuiseti
- Euploea depunctata
- Euploea deriopes
- Euploea desjardinsii
- Euploea despoliata
- Euploea dharma
- Euploea diadema
- Euploea diana
- Euploea dilina
- Euploea dimidius
- Euploea diochtianus
- Euploea diocletia
- Euploea diocletiana
- Euploea diocletianus
- Euploea discalis
- Euploea distans
- Euploea distantii
- Euploea distincta
- Euploea distinctivissima
- Euploea dodingensis
- Euploea dohertyi
- Euploea dolata
- Euploea doleschalii
- Euploea dolosa
- Euploea dominans
- Euploea domitia
- Euploea donada
- Euploea dongo
- Euploea donovani
- Euploea doretta
- Euploea doryca
- Euploea dotata
- Euploea doubledayi
- Euploea dromius
- Euploea drucei
- Euploea dryasis
- Euploea duarseri
- Euploea dudgeoni
- Euploea dudgeonis
- Euploea dufresne
- Euploea dufresnei
- Euploea dufresneyi
- Euploea dufresnii
- Euploea duilia
- Euploea duplex
- Euploea duponchelii
- Euploea durrsteini
- Euploea ebenina
- Euploea eboraci
- Euploea ecbatana
- Euploea eclecta
- Euploea edwardsii
- Euploea egregia
- Euploea eichorni
- Euploea eleusina
- Euploea eleusinida
- Euploea eleutheria
- Euploea eleutho
- Euploea elisa
- Euploea elwesiana
- Euploea elwesii
- Euploea enganensis
- Euploea engrammelli
- Euploea engrammellii
- Euploea enna
- Euploea epiphaneia
- Euploea era
- Euploea erana
- Euploea eretria
- Euploea erichsonii
- Euploea erima
- Euploea erimas
- Euploea erynia
- Euploea escholtzii
- Euploea esperi
- Euploea eucala
- Euploea eucalle
- Euploea euclus
- Euploea eucompta
- Euploea euctemon
- Euploea eugenia
- Euploea eulegnica
- Euploea eunice
- Euploea eunus
- Euploea eupator
- Euploea euphon
- Euploea euphone
- Euploea eurianassa
- Euploea eurykleia
- Euploea eurypon
- Euploea eustachiella
- Euploea eustachius
- Euploea euthoe
- Euploea evalida
- Euploea eyndhovii
- Euploea faber
- Euploea fabricia
- Euploea fabricii
- Euploea faesula
- Euploea faisina
- Euploea faunia
- Euploea felderi
- Euploea ferrari
- Euploea fidena
- Euploea flaminia
- Euploea floresiana
- Euploea formavarina
- Euploea formosana
- Euploea forsteri
- Euploea fraterna
- Euploea fraudulenta
- Euploea frauenfeldii
- Euploea frigida
- Euploea frischii
- Euploea fruhstorferi
- Euploea fucosa
- Euploea funerea
- Euploea fusca
- Euploea fuscosa
- Euploea gaedei
- Euploea gamala
- Euploea gamelia
- Euploea garcila
- Euploea gardineri
- Euploea gaza
- Euploea gebehensis
- Euploea gelderi
- Euploea gerion
- Euploea gerningii
- Euploea geyeri
- Euploea gilda
- Euploea giva
- Euploea glarang
- Euploea gloriosa
- Euploea godartii
- Euploea godmani
- Euploea goezi
- Euploea goodenoughi
- Euploea goodsoni
- Euploea gorgonia
- Euploea gorima
- Euploea goudotii
- Euploea graeffiana
- Euploea graminifera
- Euploea grandis
- Euploea grantii
- Euploea grayi
- Euploea griseitincta
- Euploea grotei
- Euploea guérini
- Euploea gustavi-felleri
- Euploea gyllenhalii
- Euploea hadrumaia
- Euploea hageni
- Euploea hainana
- Euploea hamiltoni
- Euploea hansemanni
- Euploea harmseni
- Euploea harrisii
- Euploea hawothii
- Euploea helcita
- Euploea helia
- Euploea hemera
- Euploea herbstii
- Euploea herrichii
- Euploea hesiodus
- Euploea heurippa
- Euploea hewitsonia
- Euploea hewitsonii
- Euploea heylaertsii
- Euploea hippias
- Euploea hisme
- Euploea hismina
- Euploea hobsoni
- Euploea hollandi
- Euploea honesta
- Euploea honrathi
- Euploea hopei
- Euploea hopfferi
- Euploea horsfieldii
- Euploea hortensia
- Euploea hyacinthus
- Euploea hübneri
- Euploea hyems
- Euploea hygina
- Euploea hypanis
- Euploea hypaspistes
- Euploea hörburgeri
- Euploea iduna
- Euploea illudens
- Euploea illustris
- Euploea imitata
- Euploea immaculata
- Euploea imperialis
- Euploea impressa
- Euploea inaequalis
- Euploea incerta
- Euploea incompta
- Euploea inconspicua
- Euploea indigofera
- Euploea indistincta
- Euploea infantilis
- Euploea inouei
- Euploea inquinata
- Euploea insulicola
- Euploea intermedia
- Euploea invitabilis
- Euploea iphianassa
- Euploea irawada
- Euploea irene
- Euploea irma
- Euploea jacobseni
- Euploea jadiva
- Euploea jamesi
- Euploea jandaon
- Euploea janus
- Euploea japudia
- Euploea javanica
- Euploea jedja
- Euploea jennessi
- Euploea jessica
- Euploea johanna
- Euploea julica
- Euploea juno
- Euploea juvia
- Euploea kadina
- Euploea kadu
- Euploea kala
- Euploea kalaona
- Euploea kalinga
- Euploea kaloënsis
- Euploea karimondjawana
- Euploea karimondjawensis
- Euploea kheili
- Euploea kinbergi
- Euploea kirbyi
- Euploea kirschi
- Euploea klugii
- Euploea kochi
- Euploea kollari
- Euploea koxinga
- Euploea kunggana
- Euploea kuroiwae
- Euploea kühni
- Euploea kühniana
- Euploea labreyi
- Euploea labuana
- Euploea lachrymosa
- Euploea lacon
- Euploea lacordairei
- Euploea laetifica
- Euploea lamos
- Euploea lanista
- Euploea lankana
- Euploea laodikeia
- Euploea lapeyrousei
- Euploea latifasciata
- Euploea latistriga
- Euploea latreillei
- Euploea lauensis
- Euploea laurentia
- Euploea layardi
- Euploea leachii
- Euploea leaina
- Euploea leda
- Euploea ledereri
- Euploea leniogonys
- Euploea leniostictos
- Euploea leochares
- Euploea leucogonis
- Euploea leucostictina
- Euploea leucostictos
- Euploea leucracron
- Euploea lewa
- Euploea lewanii
- Euploea lilybaea
- Euploea limbata
- Euploea limborgii
- Euploea limnoria
- Euploea limyrus
- Euploea linnaei
- Euploea linneaeruthaebrykae
- Euploea lippus
- Euploea liza
- Euploea locupletior
- Euploea lombokiana
- Euploea lonia
- Euploea lorenzo
- Euploea lornae
- Euploea lorquinii
- Euploea lorraini
- Euploea lorzae
- Euploea louisa
- Euploea lowei
- Euploea lowii
- Euploea lucania
- Euploea lucasi
- Euploea lucinda
- Euploea lugens
- Euploea lugubris
- Euploea luxurianta
- Euploea luzulina
- Euploea lycoleon
- Euploea lygdamis
- Euploea lygdania
- Euploea lykeia
- Euploea lykoatis
- Euploea lystra
- Euploea maaseni
- Euploea maassi
- Euploea macclellandi
- Euploea macgregori
- Euploea macleari
- Euploea macleayi
- Euploea magnifica
- Euploea magniplaga
- Euploea magnipunctata
- Euploea magou
- Euploea majuma
- Euploea malakoni
- Euploea malayica
- Euploea malindeva
- Euploea mangoensis
- Euploea mangolina
- Euploea mangolinella
- Euploea manusi
- Euploea mardonia
- Euploea marea
- Euploea mareensis
- Euploea margarita
- Euploea maria
- Euploea mariesis
- Euploea marinda
- Euploea marsdeni
- Euploea marseuli
- Euploea marseulii
- Euploea martinii
- Euploea martinus
- Euploea masakii
- Euploea masbatensis
- Euploea masina
- Euploea masoni
- Euploea matemaea
- Euploea mathewi
- Euploea mathiasana
- Euploea matilica
- Euploea mattyensis
- Euploea maura
- Euploea mazares
- Euploea mazarina
- Euploea meda
- Euploea megaera
- Euploea megilla
- Euploea meizon
- Euploea melana
- Euploea melancholica
- Euploea melander
- Euploea melanopa
- Euploea meldola
- Euploea melia
- Euploea melina
- Euploea melinda
- Euploea melitta
- Euploea melolo
- Euploea melpomene
- Euploea menamoides
- Euploea menetriesi
- Euploea menodice
- Euploea mentawica
- Euploea mesocala
- Euploea messia
- Euploea metallescens
- Euploea meyeri
- Euploea micronesia
- Euploea microsticta
- Euploea midamus
- Euploea mimetica
- Euploea mimica
- Euploea mindanaoensis
- Euploea mindanensis
- Euploea minima
- Euploea minorata
- Euploea miraculosa
- Euploea misagenes
- Euploea misenus
- Euploea mithrenes
- Euploea mitra
- Euploea mniszechii
- Euploea moasana
- Euploea modesta
- Euploea moesta
- Euploea moluccana
- Euploea monaeses
- Euploea monilifera
- Euploea monilina
- Euploea monilis
- Euploea montana
- Euploea monticola
- Euploea montrouzieri
- Euploea moorei
- Euploea morna
- Euploea morosa
- Euploea morosina
- Euploea morrisi
- Euploea mouhotii
- Euploea mulciber
- Euploea mulcibra
- Euploea murena
- Euploea murrayi
- Euploea musa
- Euploea nagasena
- Euploea natunensis
- Euploea nautilus
- Euploea nechos
- Euploea negleyana
- Euploea nemertes
- Euploea nemertoides
- Euploea nemesthes
- Euploea nepos
- Euploea nepotina
- Euploea neptis
- Euploea nera
- Euploea nesica
- Euploea nesis
- Euploea netscheri
- Euploea niasana
- Euploea niasica
- Euploea nica
- Euploea nicaias
- Euploea nicevillei
- Euploea nidana
- Euploea niewenhuisi
- Euploea nikrion
- Euploea nivana
- Euploea niveata
- Euploea nivira
- Euploea nobilis
- Euploea noblei
- Euploea nocturna
- Euploea novarae
- Euploea novarumebudem
- Euploea nox
- Euploea nubaida
- Euploea numantia
- Euploea nymphas
- Euploea obiana
- Euploea obscura
- Euploea occulta
- Euploea oceanis
- Euploea ochsenheimeri
- Euploea oculata
- Euploea oeneon
- Euploea offaka
- Euploea okinawana
- Euploea okinawanis
- Euploea okinawensis
- Euploea olivacea
- Euploea opalina
- Euploea oppia
- Euploea ordinata
- Euploea ornata
- Euploea orneus
- Euploea orontobates
- Euploea orope
- Euploea oropina
- Euploea pagenstecheri
- Euploea pahakela
- Euploea palata
- Euploea palawana
- Euploea palilia
- Euploea palla
- Euploea palmedo
- Euploea papuana
- Euploea paraclaudina
- Euploea parallelis
- Euploea parca
- Euploea parvior
- Euploea parvipunctata
- Euploea pasina
- Euploea pasithea
- Euploea paucinotata
- Euploea paupera
- Euploea pauperata
- Euploea pavettae
- Euploea payeni
- Euploea paykullei
- Euploea peducaea
- Euploea pelor
- Euploea peloroides
- Euploea pembertoni
- Euploea penanga
- Euploea perdita
- Euploea perizonia
- Euploea perryi
- Euploea phaenareta
- Euploea phaeretena
- Euploea phane
- Euploea pheres
- Euploea philinna
- Euploea phoebadis
- Euploea phoebus
- Euploea phokion
- Euploea picina
- Euploea pierretii
- Euploea pinaria
- Euploea pinwilli
- Euploea pirina
- Euploea platenae
- Euploea plateni
- Euploea pleiadis
- Euploea poeyi
- Euploea poggei
- Euploea pollita
- Euploea polymela
- Euploea pompilia
- Euploea portia
- Euploea postalbimacula
- Euploea potaissa
- Euploea praedicabilis
- Euploea praeelymnias
- Euploea praestabilis
- Euploea praxithea
- Euploea priapus
- Euploea privata
- Euploea progressiva
- Euploea pronax
- Euploea proserpina
- Euploea prothoe
- Euploea protoforsteri
- Euploea prunosa
- Euploea prusias
- Euploea pryeri
- Euploea pseudohisme
- Euploea publilia
- Euploea pulchella
- Euploea pulverulenta
- Euploea pumila
- Euploea punctaria
- Euploea punicea
- Euploea purus
- Euploea pydna
- Euploea pygmaea
- Euploea pyres
- Euploea pyrgion
- Euploea querinii
- Euploea quintia
- Euploea radamanthus
- Euploea radiata
- Euploea radica
- Euploea rafflesi
- Euploea rafflesina
- Euploea ramsayi
- Euploea reaumuri
- Euploea recussa
- Euploea redtenbacheri
- Euploea reducta
- Euploea regalis
- Euploea regeri
- Euploea regina
- Euploea reginae
- Euploea regularis
- Euploea relucida
- Euploea rendovana
- Euploea rennellensis
- Euploea renominata
- Euploea resarta
- Euploea rezia
- Euploea rhadamanthus
- Euploea rhadamia
- Euploea rhodia
- Euploea ribbei
- Euploea rigneyi
- Euploea rileyi
- Euploea roduna
- Euploea roepstorffi
- Euploea roeselii
- Euploea rogenhoferi
- Euploea rolanda
- Euploea romeo
- Euploea rossi
- Euploea rothneyi
- Euploea rothschildiana
- Euploea rotunda
- Euploea rumphii
- Euploea sabangana
- Euploea sacerdos
- Euploea sacerdotalis
- Euploea sada
- Euploea salabanda
- Euploea salinator
- Euploea salistra
- Euploea salomonis
- Euploea salpingoides
- Euploea salpinxoides
- Euploea salvini
- Euploea samaraina
- Euploea sambawana
- Euploea sapitana
- Euploea sardes
- Euploea saundersii
- Euploea saupdersi
- Euploea scherzeri
- Euploea schildi
- Euploea schlegelii
- Euploea schmeltzi
- Euploea schreiberi
- Euploea scudderii
- Euploea scylla
- Euploea seitzi
- Euploea semicirculus
- Euploea semperi
- Euploea seposita
- Euploea sepulchralis
- Euploea seraphita
- Euploea seriata
- Euploea servillei
- Euploea sexguttata
- Euploea sherwillii
- Euploea siamensis
- Euploea sibulanensis
- Euploea sicinia
- Euploea siderea
- Euploea silmae
- Euploea similliana
- Euploea simillima
- Euploea simmondsi
- Euploea simplex
- Euploea simplicior
- Euploea simplificata
- Euploea simulatrix
- Euploea singapura
- Euploea singaradha
- Euploea sinhala
- Euploea sinica
- Euploea sisamis
- Euploea situta
- Euploea smithii
- Euploea snelleni
- Euploea sobrina
- Euploea sophia
- Euploea spartacus
- Euploea spiculifera
- Euploea splendens
- Euploea squalida
- Euploea staintonii
- Euploea statius
- Euploea staudingeri
- Euploea stella
- Euploea stephensii
- Euploea sticheli
- Euploea stolli
- Euploea strix
- Euploea suada
- Euploea suavissima
- Euploea subcongrua
- Euploea subdita
- Euploea sublucinda
- Euploea subnobilis
- Euploea subpunctata
- Euploea subvisaya
- Euploea suffusa
- Euploea suffusca
- Euploea sulaensis
- Euploea suluana
- Euploea sumbana
- Euploea sumbawana
- Euploea superba
- Euploea superbus
- Euploea susah
- Euploea swainson
- Euploea swainsonii
- Euploea swierstrae
- Euploea swinhoei
- Euploea sylvester
- Euploea syra
- Euploea talautensis
- Euploea talboti
- Euploea tambora
- Euploea tamis
- Euploea tarnis
- Euploea tavoyana
- Euploea tenebrosa
- Euploea tenggerensis
- Euploea terentilla
- Euploea terissa
- Euploea tersatica
- Euploea theriodes
- Euploea thiemei
- Euploea thomsoni
- Euploea thoosa
- Euploea thrasetes
- Euploea timaius
- Euploea timora
- Euploea tiomana
- Euploea tisais
- Euploea tisiphone
- Euploea tobleri
- Euploea tombugensis
- Euploea tonkinensis
- Euploea torvina
- Euploea traducta
- Euploea transfixa
- Euploea transpectus
- Euploea treitschkei
- Euploea tricolora
- Euploea triggia
- Euploea trimeni
- Euploea trimenii
- Euploea tripunctata
- Euploea tristis
- Euploea trobriandensis
- Euploea trysa
- Euploea tulliolus
- Euploea turbonia
- Euploea turneri
- Euploea tyra
- Euploea tyrianthina
- Euploea ulaguna
- Euploea umboina
- Euploea unibrunnea
- Euploea unicolor
- Euploea uniformis
- Euploea upis
- Euploea ursula
- Euploea usipetes
- Euploea usurpata
- Euploea waigeusensis
- Euploea valdemaculata
- Euploea valeriana
- Euploea walkenaieri
- Euploea walkeri
- Euploea wallacei
- Euploea wallengernii
- Euploea vandeventeri
- Euploea vanoorti
- Euploea variabilis
- Euploea varina
- Euploea waterhousi
- Euploea watsoni
- Euploea weberi
- Euploea weiskotti
- Euploea verhoogi
- Euploea verhuelli
- Euploea vermiculata
- Euploea werneri
- Euploea vertenteni
- Euploea vestigiata
- Euploea westwoodii
- Euploea wetterensis
- Euploea wheeleri
- Euploea whitei
- Euploea whitmei
- Euploea vicina
- Euploea viola
- Euploea violetta
- Euploea viridis
- Euploea virudha
- Euploea visaya
- Euploea visenda
- Euploea wiskotti
- Euploea vitella
- Euploea vitrina
- Euploea vollenhovii
- Euploea vonara
- Euploea woodfordi
- Euploea vulcanica
- Euploea zavata
- Euploea zinckenii
- Euploea zodica
- Euploea zonata